# 東方雨虹
北京東方雨虹防水技術股份有限公司，簡稱東方雨虹（深交所：002271），1998年由民營企業家李衛國成立，前身為「北京东方雨虹防水技术有限责任公司」，主要業務防水材料研发、生产、销售及施工服务等。也是首家防水行業上市公司。
現時董事長李衛國，首席執行官劉斌。其股份自2008年9月10日於深圳證券交易所上市。廠房包括北京顺义、上海金山、湖南岳阳、辽宁锦州、广东惠州和云南昆明。

## 外部連結
- yuhong.com.cn （页面存档备份，存于）